# Diadromus ustulatus
Diadromus ustulatus là một loài tò vò trong họ Ichneumonidae.